# La Vénus anatomique
La Vénus anatomique est un roman de science-fiction de Xavier Mauméjean paru en 2004.

## Résumé
En 1752, Julien Offray de La Mettrie, retiré à Saint-Malo, est convoqué à Paris par le roi. Il doit aller à Berlin, car le roi Frédéric II de Prusse invite plusieurs savants à participer à un concours secret. Ces savants sont, outre Julien Offray de La Mettrie, Jacques de Vaucanson et Honoré Fragonard. Ils ont pour épreuve de créer une femme artificielle. Le célèbre Casanova apparaît aussi et se met de la partie, en tant que connaisseur des femmes, mais aussi le chevalier d'Eon et Pierre Louis Moreau de Maupertuis.

## Autour du roman
- Le titre s'inspire de La Vénus Métaphysique de Julien Offray de La Mettrie (1746), qui est aussi l'auteur de L'Homme-machine (1747).
- Honoré Fragonard a déjà servi de personnage dans un roman de Patrick Roegiers, Le Cousin de Fragonard.
- La création d'un homme a aussi été traité par Mary Shelley dans Frankenstein (1818), et le thème de la femme artificielle par Villiers de l'Isle-Adam dans L'Ève future (1886).
- Le roman a reçu le prix Rosny aîné en 2005.